# Пеячевич, Николаус
Николаус Пеячевич (хорв. Nikolaus Pejačević, венг. Pejacsevich; 27 июля 1833, Ретфалу, ныне в составе Осиека — 6 июля 1890, Гастайн, ныне Бад-Гастайн) — австро-венгерский военачальник из румо-ретфальской ветви графского рода Пеячевичей. Сын Петра Пеячевича.
В 1849 г. поступил кадетом в лёгкую кавалерию и успел принять участие в подавлении Венгерской революции, в том же году произведён в лейтенанты и переведён в гусарский полк, в 1851 г. получил звание ротмистра. На протяжении 1850-х гг. служил преимущественно на адъютантских должностях, в чине майора участвовал в Австро-итало-французской войне. В 1861 г. подполковник, с 1864 г. полковник, командир 11-го гусарского полка, во главе которого принял участие в Датской войне, а в 1866 г. — в Австро-прусской войне (на богемском театре военных действий). Участник Битвы при Гичине и Битвы при Садове, в сражениях потерял руку.
C 1869 г. бригадный генерал, командир 14-й пехотной дивизии, базировавшейся в Прессбурге. В 1870 г. произведён в генерал-майоры. В 1871—1874 гг. генерал-адъютант при кайзере Франце Иосифе, с 1874 г. инспектор императорской кавалерии. В 1875 г. произведён в фельдмаршал-лейтенанты, с 1883 г. генерал от кавалерии. С 1886 г. и до конца жизни командовал 4-м армейским корпусом, расквартированным в Будапеште. Произвёл ряд реформ в подготовке австро-венгерских кавалерийских войск.
Кавалер Ордена Золотого руна (1887).